# Funiculaire de Muottas Muragl
Le Funiculaire de Muottas Muragl (Muottas-Muragl-Bahn en allemand) est un funiculaire qui relie la Gare ferroviaire de Punt Muragl, située sur la ligne de l'Engadine, au refuge Muottas Muragl.
Le parcours de la ligne se trouve sur le territoire communal de Samedan.

## Note
- (it) Cet article est partiellement ou en totalité issu de l’article de Wikipédia en italien intitulé « Ferrovia del Muottas Muragl » (voir la liste des auteurs).

1. ↑  également à proximité de la Gare Punt Muragl Staz, située sur la ligne de la Bernina.